# Диллон, Ангус
Ангус Диллон (англ. Angus F. "Gus" Dillon; 1881, Остров Принца Эдуарда — ?) — канадский игрок в лакросс, играл за клуб «Шамрок» (Монреаль).
На летних Олимпийских играх 1908 года в Лондоне Бреннен участвовал в мужском турнире, в котором его сборная заняла первое место, выиграв в единственном матче у Великобритании.